# Spurius Carvilius Ruga
Spurius Carvilius Ruga (bl. 230 v. Chr.) war ein Freigelassener des römischen Konsuls Spurius Carvilius Maximus Ruga. Er gründete und betrieb in Rom eine private Schreibschule, die als erste dokumentierte Gründung dieser Art gilt. Ihm wird die Erfindung des Buchstaben G des lateinischen Alphabets durch Hinzufügung eines Striches an den Buchstaben C zugeschrieben. Der Buchstabe C wurde zuvor für die beiden lateinischen Phoneme /k/ und /g/ verwendet, daher wird auch der Vorname Gaius mit C. abgekürzt.